# Magnus Cort Nielsen
Magnus Cort Nielsen (n. 16 ianuarie 1993, Rønne, Regiunea Hovedstaden, Danemarca) este un ciclist profesionist danez de curse pe șosea, care concurează în prezent pentru EF Education–EasyPost, echipă licențiată UCI WorldTeam.

## Rezultate în Marile Tururi

### Turul Italiei
2 participări
- 2022: locul 95
- 2023: câștigător al etapei a 10-a, locul 62

### Turul Franței
4 participări
- 2018: locul 68, câștigător al etapei a 15-a
- 2019: locul 104
- 2021: locul 56
- 2022: nu a terminat competiția, câștigător al etapei a 10-a

### Turul Spaniei
4 participări
- 2016: locul 133, câștigător al etapelor a 18-a și a 21-a
- 2017: locul 126
- 2020: locul 67, câștigător al etapei a 16-a
- 2021: locul 77, câștigător al etapelor a 6-a, a 12-a și a 19-a